# Dominique Tonnerre
Dominique Tonnerre (Lorient, 23 maggio 1974) è un'ex cestista francese.

## Carriera
Con la Francia ha disputato i Giochi olimpici di Sydney 2000, i Campionati mondiali del 2002 e due edizioni dei Campionati europei (2001, 2003).